# Neurigona quadrifasciata
Neurigona quadrifasciata är en tvåvingeart som först beskrevs av Fabricius 1781.  Neurigona quadrifasciata ingår i släktet Neurigona och familjen styltflugor. Arten är reproducerande i Sverige. Inga underarter finns listade i Catalogue of Life.